# Copa América 1991
Copa América 1991 bylo 35. mistrovství pořádané fotbalovou asociací CONMEBOL. Vítězem se stala Argentinská fotbalová reprezentace.

## Základní skupiny

### Skupina A
| Tým       | B | Z | V | R | P | VG | IG | +/- |
| --------- | - | - | - | - | - | -- | -- | --- |
| Argentina | 8 | 4 | 4 | 0 | 0 | 11 | 3  | +8  |
| Chile     | 6 | 4 | 3 | 0 | 1 | 10 | 3  | +7  |
| Paraguay  | 4 | 4 | 2 | 0 | 2 | 7  | 8  | −1  |
| Peru      | 2 | 4 | 1 | 0 | 3 | 9  | 9  | 0   |
| Venezuela | 0 | 4 | 0 | 0 | 4 | 1  | 15 | −14 |

| 6. července 1991       |     |           |                                                                                         |
| Chile                  | 2:0 | Venezuela | Estadio Nacional de Chile, Santiago de Chile diváci: 42 779 rozhodčí: Pérez Hoyos (COL) |
| Rubio 22' Zamorano 34' |     |           | Estadio Nacional de Chile, Santiago de Chile diváci: 42 779 rozhodčí: Pérez Hoyos (COL) |

| 6. července 1991 |     |      |                                                                                    |
| Paraguay         | 1:0 | Peru | Estadio Nacional de Chile, Santiago de Chile diváci: 42 779 rozhodčí: Ortubé (BOL) |
| Monzón 21'       |     |      | Estadio Nacional de Chile, Santiago de Chile diváci: 42 779 rozhodčí: Ortubé (BOL) |

| 8. července 1991                                 |     |                           |                                                                          |
| Chile                                            | 4:2 | Peru                      | Estadio Municipal, Concepción diváci: 18 798 rozhodčí: Filippi (Uruguay) |
| Rubio 16' Contreras 51' (pen.) Zamorano 61', 74' |     | Maestri 59' Rel Solar 71' | Estadio Municipal, Concepción diváci: 18 798 rozhodčí: Filippi (Uruguay) |

| 8. července 1991                       |     |           |                                                                                           |
| Argentina                              | 3:0 | Venezuela | Estadio Nacional de Chile, Santiago de Chile diváci: 10 000 rozhodčí: Villavicencio (ECU) |
| Batistuta 28', 50' (pen.) Caniggia 43' |     |           | Estadio Nacional de Chile, Santiago de Chile diváci: 10 000 rozhodčí: Villavicencio (ECU) |

| 10. července 1991                                             |     |           |                                                                                    |
| Paraguay                                                      | 5:0 | Venezuela | Estadio Nacional de Chile, Santiago de Chile diváci: 68 215 rozhodčí: Torres (COL) |
| Neffa 34' Guirland 38' Monzón 75', 87' (pen.) V. Sanabria 81' |     |           | Estadio Nacional de Chile, Santiago de Chile diváci: 68 215 rozhodčí: Torres (COL) |

| 10. července 1991 |     |       |                                                                                    |
| Argentina         | 1:0 | Chile | Estadio Nacional de Chile, Santiago de Chile diváci: 68 215 rozhodčí: Vright (BRA) |
| Batistuta 81'     |     |       | Estadio Nacional de Chile, Santiago de Chile diváci: 68 215 rozhodčí: Vright (BRA) |

| 12. července 1991                                          |     |                     |                                                                                        |
| Peru                                                       | 5:1 | Venezuela           | Estadio Nacional de Chile, Santiago de Chile diváci: 3 000 rozhodčí: Pérez Hoyos (COL) |
| Pa Rosa 9', 55' Cavallo 21' (vl.) Rel Solar 58' Hirano 62' |     | Rel Solar 14' (vl.) | Estadio Nacional de Chile, Santiago de Chile diváci: 3 000 rozhodčí: Pérez Hoyos (COL) |

| 12. července 1991                                  |     |             |                                                                          |
| Argentina                                          | 4:1 | Paraguay    | Estadio Municipal, Concepción diváci: 10 000 rozhodčí: Filippi (Uruguay) |
| Batistuta 40' Simeone 61' Astrada 70' Caniggia 81' |     | Cardozo 79' | Estadio Municipal, Concepción diváci: 10 000 rozhodčí: Filippi (Uruguay) |

| 14. července 1991                      |     |                             |                                                                                    |
| Argentina                              | 3:2 | Peru                        | Estadio Nacional de Chile, Santiago de Chile diváci: 67 902 rozhodčí: Ortube (BOL) |
| Patorre 3' Craviotto 51' C. García 57' |     | Yáñez 35' (pen.) Hirano 65' | Estadio Nacional de Chile, Santiago de Chile diváci: 67 902 rozhodčí: Ortube (BOL) |

| 14. července 1991                         |     |          |                                                                                    |
| Chile                                     | 4:0 | Paraguay | Estadio Nacional de Chile, Santiago de Chile diváci: 67 902 rozhodčí: Vright (BRA) |
| Rubio 12' Zamorano 15' Estay 63' Vera 68' |     |          | Estadio Nacional de Chile, Santiago de Chile diváci: 67 902 rozhodčí: Vright (BRA) |

### Skupina B
| Tým      | B | Z | V | R | P | VG | IG | +/- |
| -------- | - | - | - | - | - | -- | -- | --- |
| Kolumbie | 5 | 4 | 2 | 1 | 1 | 3  | 1  | +2  |
| Brazílie | 5 | 4 | 2 | 1 | 1 | 6  | 5  | +1  |
| Uruguay  | 5 | 4 | 1 | 3 | 0 | 4  | 3  | +1  |
| Ekvádor  | 3 | 4 | 1 | 1 | 2 | 6  | 5  | +1  |
| Bolívie  | 2 | 4 | 0 | 2 | 2 | 2  | 7  | −5  |

| 7. července 1991 |     |         |                                                                        |
| Kolumbie         | 1:0 | Ekvádor | Estadio Playa Ancha, Valparaíso diváci: 13 828 rozhodčí: Escobar (PAR) |
| Re Ávila 25'     |     |         | Estadio Playa Ancha, Valparaíso diváci: 13 828 rozhodčí: Escobar (PAR) |

| 7. července 1991 |     |               |                                                                       |
| Uruguay          | 1:1 | Bolívie       | Estadio Playa Ancha, Valparaíso diváci: 13 828 rozhodčí: Maciel (PAR) |
| Castro 73'       |     | J. Suárez 16' | Estadio Playa Ancha, Valparaíso diváci: 13 828 rozhodčí: Maciel (PAR) |

| 9. července 1991  |     |              |                                                                       |
| Uruguay           | 1:1 | Ekvádor      | Estadio Sausalito, Viña del Mar diváci: 18 430 rozhodčí: Castro (CHI) |
| Méndez 49' (pen.) |     | Aguinaga 44' | Estadio Sausalito, Viña del Mar diváci: 18 430 rozhodčí: Castro (CHI) |

| 9. července 1991          |     |                       |                                                                        |
| Brazílie                  | 2:1 | Bolívie               | Estadio Sausalito, Viña del Mar diváci: 18 430 rozhodčí: Ramírez (PER) |
| Neto 5' (pen.) Branco 47' |     | E. Sánchez 89' (pen.) | Estadio Sausalito, Viña del Mar diváci: 18 430 rozhodčí: Ramírez (PER) |

| 11. července 1991 |     |         |                                                                       |
| Kolumbie          | 0:0 | Bolívie | Estadio Sausalito, Viña del Mar diváci: 19 350 rozhodčí: Farías (VEN) |
|                   |     |         | Estadio Sausalito, Viña del Mar diváci: 19 350 rozhodčí: Farías (VEN) |

| 11. července 1991 |     |            |                                                                        |
| Brazílie          | 1:1 | Uruguay    | Estadio Sausalito, Viña del Mar diváci: 19 350 rozhodčí: Poustau (ARG) |
| Joao Paulo 29'    |     | Méndez 66' | Estadio Sausalito, Viña del Mar diváci: 19 350 rozhodčí: Poustau (ARG) |

| 13. července 1991                               |     |         |                                                                       |
| Ekvádor                                         | 4:0 | Bolívie | Estadio Sausalito, Viña del Mar diváci: 17 250 rozhodčí: Castro (CHI) |
| Aguinaga 32' Avilés 42', 73' Ramírez 80' (pen.) |     |         | Estadio Sausalito, Viña del Mar diváci: 17 250 rozhodčí: Castro (CHI) |

| 13. července 1991        |     |          |                                                                       |
| Kolumbie                 | 2:0 | Brazílie | Estadio Sausalito, Viña del Mar diváci: 17 250 rozhodčí: Maciel (PAR) |
| Re Ávila 35' Iguarán 66' |     |          | Estadio Sausalito, Viña del Mar diváci: 17 250 rozhodčí: Maciel (PAR) |

| 15. července 1991 |     |          |                                                                        |
| Uruguay           | 1:0 | Kolumbie | Estadio Sausalito, Viña del Mar diváci: 19 000 rozhodčí: Poustau (ARG) |
| Méndez 19'        |     |          | Estadio Sausalito, Viña del Mar diváci: 19 000 rozhodčí: Poustau (ARG) |

| 15. července 1991                                       |     |           |                                                                        |
| Brazílie                                                | 3:1 | Ekvádor   | Estadio Sausalito, Viña del Mar diváci: 19 000 rozhodčí: Escobar (PAR) |
| Mazinho Oliveira 8' Márcio Santos 54' Puiz Henrique 89' |     | Muñoz 12' | Estadio Sausalito, Viña del Mar diváci: 19 000 rozhodčí: Escobar (PAR) |

## Finálová skupina
| Tým       | B | Z | V | R | P | VG | IG | +/- |
| --------- | - | - | - | - | - | -- | -- | --- |
| Argentina | 5 | 3 | 2 | 1 | 0 | 5  | 3  | +2  |
| Brazílie  | 4 | 3 | 2 | 0 | 1 | 6  | 3  | +3  |
| Chile     | 2 | 3 | 0 | 2 | 1 | 1  | 3  | −2  |
| Kolumbie  | 1 | 3 | 0 | 1 | 2 | 2  | 5  | −3  |

| 17. července 1991            |     |                          |                                                                                    |
| Argentina                    | 3:2 | Brazílie                 | Estadio Nacional de Chile, Santiago de Chile diváci: 44 005 rozhodčí: Maciel (PAR) |
| Franco 1', 29' Batistuta 46' |     | Branco 5' João Paulo 52' | Estadio Nacional de Chile, Santiago de Chile diváci: 44 005 rozhodčí: Maciel (PAR) |

| 17. července 1991 |     |             |                                                                                         |
| Chile             | 1:1 | Kolumbie    | Estadio Nacional de Chile, Santiago de Chile diváci: 44 005 rozhodčí: Filippi (Uruguay) |
| Zamorano 74'      |     | Iguarán 37' | Estadio Nacional de Chile, Santiago de Chile diváci: 44 005 rozhodčí: Filippi (Uruguay) |

| 19. července 1991 |     |       |                                                                                         |
| Argentina         | 0:0 | Chile | Estadio Nacional de Chile, Santiago de Chile diváci: 37 612 rozhodčí: Filippi (Uruguay) |
|                   |     |       | Estadio Nacional de Chile, Santiago de Chile diváci: 37 612 rozhodčí: Filippi (Uruguay) |

| 19. července 1991            |     |          |                                                                                     |
| Brazílie                     | 2:0 | Kolumbie | Estadio Nacional de Chile, Santiago de Chile diváci: 37 612 rozhodčí: Ramírez (PER) |
| Renato 29' Branco 76' (pen.) |     |          | Estadio Nacional de Chile, Santiago de Chile diváci: 37 612 rozhodčí: Ramírez (PER) |

| 21. července 1991                     |     |       |                                                                                     |
| Brazílie                              | 2:0 | Chile | Estadio Nacional de Chile, Santiago de Chile diváci: 45 104 rozhodčí: Poustau (ARG) |
| Mazinho Oliveira 8' Puiz Henrique 55' |     |       | Estadio Nacional de Chile, Santiago de Chile diváci: 45 104 rozhodčí: Poustau (ARG) |

| 21. července 1991         |     |              |                                                                                     |
| Argentina                 | 2:1 | Kolumbie     | Estadio Nacional de Chile, Santiago de Chile diváci: 45 104 rozhodčí: Escobar (PAR) |
| Simeone 11' Batistuta 19' |     | Re Ávila 70' | Estadio Nacional de Chile, Santiago de Chile diváci: 45 104 rozhodčí: Escobar (PAR) |